# Quilombo (album)
¡Quilombo! è l'album di debutto degli Steroid Maximus. Venne pubblicato nel 1991 dalla Big Cat Records.

## Track list
Tutte le canzoni composte e suonate da J. G. Thirlwell, eccetto dove segnalato.
1. "Life in the Greenhouse Effect" (Thirlwell / Lucy Hamilton) – 4:21
2. "The Heidnik Manoeuvre" – 4:17
3. "No Joy in Pudville" (Thirlwell / Away) – 2:18
4. "Fighteous" – 2:24
5. "Big Hedda Meets Little Napoleon" – 4:21
6. "¡Quilombo!" (Thirlwell / Raymond Watts) – 4:22
7. "Phantom Miscarriage" – 4:58
8. "Ogro" – 2:23
9. "The Smother Brother" – 7:07
10. "Transcendental Moonshine" – 3:43

## Formazione
- J. G. Thirlwell – Performance, produzione, arrangiamenti, mixing
- Lucy Hamilton – Presente sulla traccia 1
- Away – Presente sulla traccia 3
- Hahn Rowe – Presente sulla traccia 9
- Lin Culbertson – Presente sulle tracce 6 e 9
- Raymond Watts – Presente sulla traccia 6